# Medalla del Cercle d'Escriptors Cinematogràfics a la millor fotografia
La medalla del CEC a la millor fotografia és un guardó cinematogràfic espanyol que ve concedint des de 1946 el Cercle d'Escriptors Cinematogràfics (CEC) al qual considera millor Director de fotografia de l'any en una pel·lícula espanyola. El primer premi va ser lliurat el 7 de juliol de 1946 en el Cine Gran Vía de Madrid. El trofeu és una senzilla medalla de bronze dissenyada per José González de Ubieta que no va acompanyada de dotació econòmica. És un dels premis del seu tipus més antics d'Espanya, si bé va travessar una crisi durant la dècada de 1980 que va fer que no es concedís durant cinc anys consecutius.
A continuació s'ofereixen diverses taules que contenen un llistat dels professionals guanyadors del premi. En la casella de l'esquerra s'indica l'any en què va ser concedit el premi, que sol ser el següent a aquell en el qual es van estrenar els films. Després s'indica el nom del guanyador. Va haver-hi cinc anys en què el CEC no va concedir premis, i així s'indica en aquesta casella. Es tracta de 1986 a 1990, quan va semblar que l'esdeveniment anava a desaparèixer definitivament. En 1981 sí que va haver-hi lliurament de premis però el de millor director va ser declarat desert. En la tercera casella s'informa del títol de la pel·lícula que va donar lloc al guardó. Finalment, quan es disposa de la informació, s'indiquen els noms dels altres directors de fotografia nominats o finalistes del premi.

## Anys 1940
| Any  | Guanyador             | Pel·lícula                                                                                 | Notes |
| ---- | --------------------- | ------------------------------------------------------------------------------------------ | ----- |
| 1946 | Alfredo Fraile        | Tota la seva obra                                                                          | [ 2 ] |
| 1947 | Alfredo Fraile        | La pródiga                                                                                 | [ 3 ] |
| 1948 | Manuel Berenguer      | Las inquietudes de Shanti Andía La nao capitana La dama del armiño Cuatro mujeres Dulcinea | [ 4 ] |
| 1949 | José Fernández Aguayo | Angustia                                                                                   | [ 5 ] |

## Anys 1950
| Any  | Guanyador             | Pel·lícula                 | Notes  |
| ---- | --------------------- | -------------------------- | ------ |
| 1950 | Manuel Berenguer      | Un hombre va por el camino | [ 6 ]  |
| 1951 | José Fernández Aguayo | Flor de lago               | [ 7 ]  |
| 1952 | Cecilio Paniagua      | Parsifal                   | [ 8 ]  |
| 1953 | Manuel Berenguer      | Los ojos dejan huellas     | [ 9 ]  |
| 1954 | Manuel Berenguer      | Condenados                 | [ 10 ] |
| 1955 | Manuel Berenguer      | ¿Crimen imposible?         | [ 11 ] |
| 1956 | Alfredo Fraile        | Muerte de un ciclista      | [ 12 ] |

| Any  | Modalitat     | Guanyador             | Pel·lícula                 | Notes  |
| ---- | ------------- | --------------------- | -------------------------- | ------ |
| 1957 | Blanc i negre | Cecilio Paniagua      | Un traje blanco            |        |
| 1957 | Color         | Enrique Guerner       | Tarde de toros             | [ 13 ] |
| 1958 | Blanc i negre | Manuel Berenguer      | ... Y eligió el infierno   |        |
| 1958 | Color         | José Fernández Aguayo | El último cuplé            | [ 14 ] |
| 1959 | Blanc i negre | Cecilio Paniagua      | La noche y el alba         |        |
| 1959 | Color         | Alejandro Ulloa       | Las chicas de la Cruz Roja | [ 15 ] |

## Anys 1960

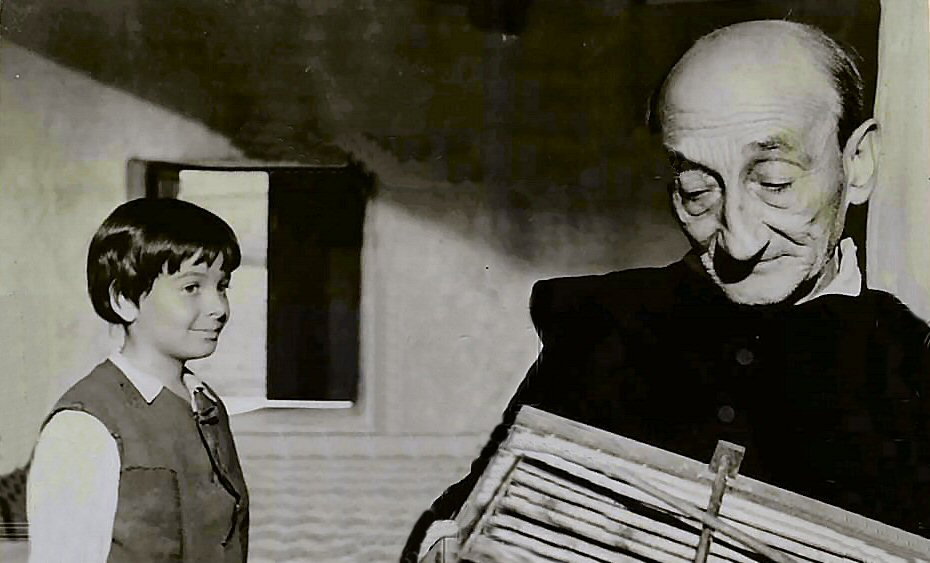
Manuel Berenguer va assolir la seva setena medalla per El Lazarillo de Tormes.

| Any  | Guanyador         | Pel·lícula                             | Notes  |
| ---- | ----------------- | -------------------------------------- | ------ |
| 1960 | Manuel Berenguer  | El Lazarillo de Tormes                 | [ 16 ] |
| 1961 | Alejandro Ulloa   | El príncipe encadenado                 | [ 17 ] |
| 1962 | Cecilio Paniagua  | El hombre de la isla                   | [ 18 ] |
| 1963 | Godofredo Pacheco | Dulcinea                               | [ 19 ] |
| 1964 | Juan Julio Baena  | Cerca de las estrellas                 | [ 20 ] |
| 1965 | Juan Julio Baena  | La tía Tula                            | [ 21 ] |
| 1966 | Juan Julio Baena  | Con el viento solano                   | [ 22 ] |
| 1967 | Luis Cuadrado     | La caza                                | [ 23 ] |
| 1968 | Luis Cuadrado     | Peppermint frappé Si volvemos a vernos | [ 24 ] |
| 1969 | Luis Cuadrado     | Stress-es tres-tres                    | [ 25 ] |

## Anys 1970
| Any   | Guanyador             | Pel·lícula                                                                   | Notes  |
| ----- | --------------------- | ---------------------------------------------------------------------------- | ------ |
| 1970  | Luis Cuadrado         | Un, dos, tres, al escondite inglés                                           | [ 26 ] |
| ´1971 | Luis Cuadrado         | El jardín de las delicias Goya, historia de una soledad Un hivern a Mallorca | [ 27 ] |
| 1972  | Mario Pacheco         | La araucana                                                                  | [ 28 ] |
| 1973  | José Fernández Aguayo | Labor de conjunt                                                             | [ 29 ] |
| 1974  | Luis Cuadrado         | El espíritu de la colmena Ana y los lobos Habla, mudita                      | [ 30 ] |
| 1975  | Luis Cuadrado         | Labor de conjunt                                                             | [ 31 ] |
| 1976  | Manuel Berenguer      | Jo, papá                                                                     | [ 32 ] |
| 1977  | Luis Cuadrado         | Pascual Duarte                                                               | [ 33 ] |
| 1978  | Luis Cuadrado         | Labor de conjunt                                                             | [ 34 ] |
| 1979  | José Fernández Aguayo | Estimado Sr. juez                                                            | [ 35 ] |

## Anys 1980
| Any  | Guanyador            | Pel·lícula                                  | Notes  |
| ---- | -------------------- | ------------------------------------------- | ------ |
| 1980 | Teo Escamilla        | Mamá cumple cien años El corazón del bosque | [ 36 ] |
| 1981 | Desert               |                                             | [ 37 ] |
| 1982 | Teo Escamilla        | Conjunt de la seva labor                    | [ 38 ] |
| 1983 | Manuel Rojas         | Volver a empezar                            | [ 39 ] |
| 1984 | Antonio Cuevas       | Tó er mundo e mejó                          | [ 40 ] |
| 1985 | No es va entregar    |                                             | [ 41 ] |
| 1986 | No hi hagué certamen |                                             | [ 42 ] |
| 1987 | No hi hagué certamen |                                             | [ 43 ] |
| 1988 | No hi hagué certamen |                                             | [ 44 ] |
| 1989 | No hi hagué certamen |                                             | [ 45 ] |

## Anys 1990

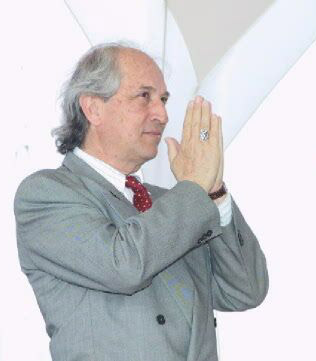
L’italià Vittorio Storaro va obtenir la seva medalla per Tango.

| Año  | Ganador              | pel·lícula                        | Notas  |
| ---- | -------------------- | --------------------------------- | ------ |
| 1990 | No hi hagué certamen |                                   | [ 46 ] |
| 1991 | Javier Aguirresarobe | Beltenebros                       | [ 47 ] |
| 1992 | Joan Amorós i Andreu | Las cartas de Alou                | [ 48 ] |
| 1993 | Alfredo F. Mayo      | El maestro de esgrima             | [ 49 ] |
| 1994 | Alfredo F. Mayo      | El aliento del diablo             | [ 50 ] |
| 1995 | Carlos Suárez        | El detective y la muerte          | [ 51 ] |
| 1996 | Julio Bragado        | La isla del diablo                | [ 52 ] |
| 1997 | Antonio Pueche       | El último viaje de Robert Rylands | [ 53 ] |
| 1998 | Jaume Peracaula      | El color de las nubes             | [ 54 ] |
| 1999 | Vittorio Storaro     | Tango                             | [ 55 ] |

## Anys 2000

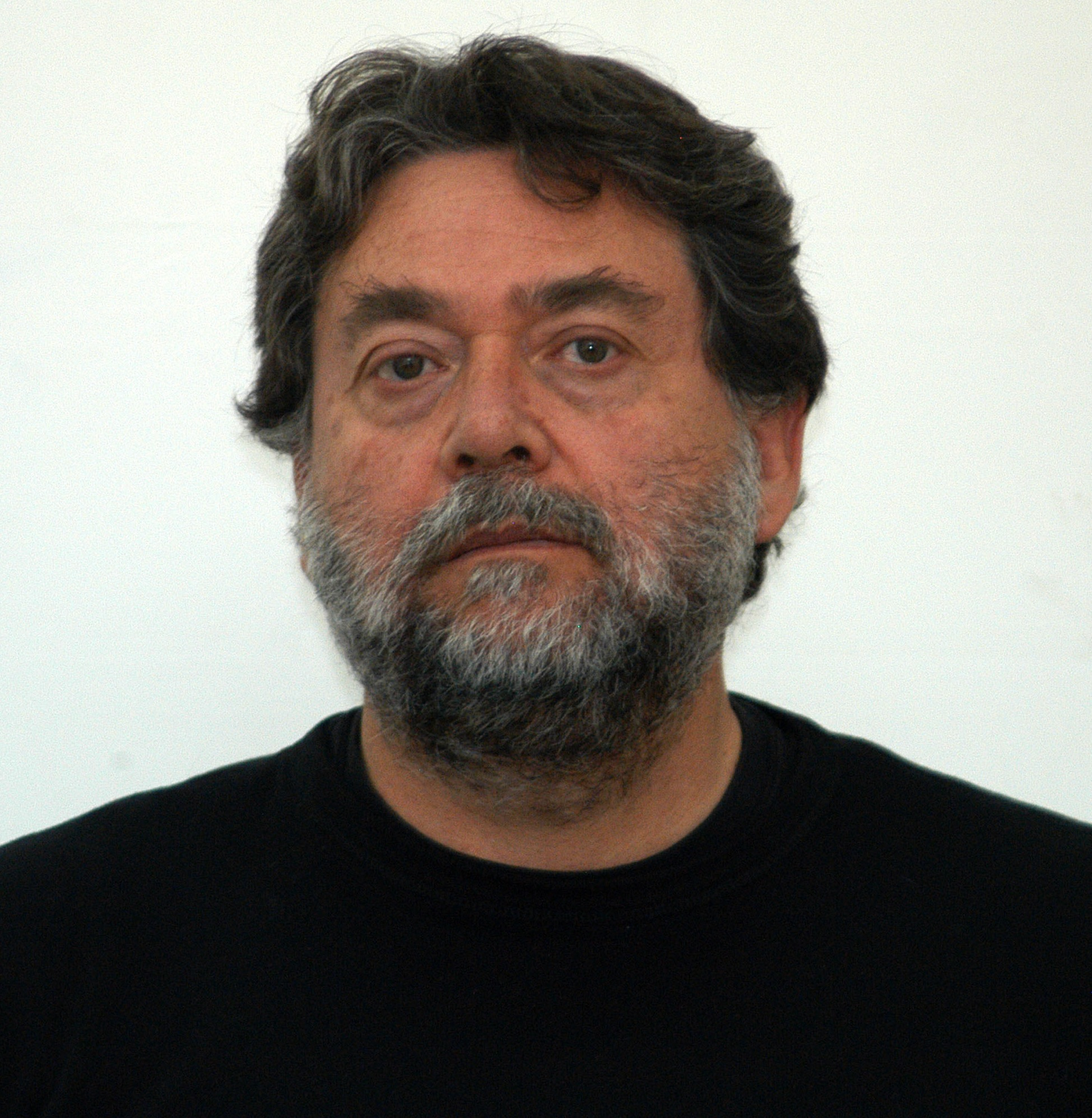
El mexicà Guillermo Navarro, premiat per El laberinto del fauno.

| Any  | Guanyador            | Pel·lícula                      | Finalistes                                                       | Notes         |
| ---- | -------------------- | ------------------------------- | ---------------------------------------------------------------- | ------------- |
| 2000 | Alfredo F. Mayo      | Cuando vuelvas a mi lado        |                                                                  | [ 56 ]        |
| 2001 | Raúl Pérez Cubero    | You're the One                  |                                                                  | [ 57 ]        |
| 2002 | Javier Aguirresarobe | Los otros                       |                                                                  | [ 58 ]        |
| 2003 | Raúl Pérez Cubero    | Historia de un beso             |                                                                  | [ 59 ]        |
| 2004 | Javier Aguirresarobe | Soldados de Salamina            | Carles Gusi Paco Femenía Jean-Claude Larrieu                     | [ 60 ] [ 61 ] |
| 2005 | Javier Aguirresarobe | Mar adentro                     | François Lartigue Javier Salmones Raúl Pérez Cubero              | [ 62 ]        |
| 2006 | Jean-Claude Larrieu  | La vida secreta de les paraules | Javier Aguirresarobe Raúl Pérez Cubero Alberto Rodríguez         | [ 63 ]        |
| 2007 | Guillermo Navarro    | El laberinto del fauno          | José Luis Alcaine Paco Femenía Ángel Iguácel                     | [ 64 ]        |
| 2008 | Félix Monti          | Luz de domingo                  | Óscar Faura José Luis López Linares i Eduardo Serra David Azcano | [ 65 ]        |
| 2009 | Félix Monti          | Sangre de mayo                  | Xavi Giménez Paco Femenía Miguel A. Mora Hans Burmann            | [ 66 ]        |

## Anys 2010
| Any  | Guanyador           | Pel·lícula               | Finalistes                                             | Notes         |
| ---- | ------------------- | ------------------------ | ------------------------------------------------------ | ------------- |
| 2010 | Félix Monti         | El secreto de sus ojos   | Xavi Giménez Carles Gusi Rodrigo Prieto                | [ 67 ]        |
| 2011 | Álex Catalán        | También la lluvia        | Miguel Pérez Gilaberte Eduard Grau Juan Miguel Azpiroz | [ 68 ]        |
| 2012 | Juan Ruiz Anchía    | Blackthorn               | Arnau Valls José Luis Alcaine Unax Mendía              | [ 69 ]        |
| 2013 | Kiko de la Rica     | Blancanieves             | Óscar Faura Álex Catalán Daniel Vilar                  | [ 70 ] [ 71 ] |
| 2014 | Pau Esteve Birba    | Caníbal                  | Kiko de la Rica Daniel Vilar Álex de Pablo             | [ 72 ] [ 73 ] |
| 2015 | Álex Catalán        | La isla mínima           | Carles Gusi Kalo Berridi Javier Agirre                 | [ 74 ] [ 75 ] |
| 2016 | Migue Amoedo        | La novia                 | Xavi Giménez Jean-Claude Larrieu Álex Catalán          | [ 76 ] [ 77 ] |
| 2017 | Óscar Faura         | Un monstre em ve a veure | Arnau Valls Colomer Álex Catalán Jean-Claude Larrieu   | [ 78 ] [ 79 ] |
| 2018 | Jean-Claude Larrieu | La llibreria             | Pau Esteve Birba Migue Amoedo Josep M. Civit           | [ 80 ] [ 81 ] |
| 2019 | Eduard Grau         | Quién te cantará         | Álex de Pablo Álex Catalán Josu Inchaustegui           | [ 82 ] [ 83 ] |

## Anys 2020
| Any  | Guanyador           | Pel·lícula            | Finalistes                                      | Notes         |
| ---- | ------------------- | --------------------- | ----------------------------------------------- | ------------- |
| 2020 | Luis Ángel Pérez    | El crack cero         | Álex Catalán José Luis Alcaine Mauro Herce      | [ 84 ] [ 85 ] |
| 2021 | Jean-Claude Larrieu | Nieva en Benidorm     | Sergi Vilanova Daniela Cajías Javier Agirre     | [ 86 ] [ 87 ] |
| 2022 | Rafael García       | L'amor en el seu lloc | José Luis Alcaine Pau Esteve Birba Gris Jordana | [ 88 ] [ 89 ] |
| 2023 | Alex de Pablo       | As bestas             | Daniela Cajías Álex Catalán Jon D. Domínguez    | [ 90 ] [ 91 ] |